# Winnenden
Winnenden (pronunciación en alemán: /ˈvɪnəndn̩/ⓘ) es una localidad alemana de 28.000 habitantes perteneciente a Baden-Wurtemberg. Situada a unos 20 kilómetros al noreste de Stuttgart. Es la quinta ciudad más grande del distrito de Rems-Murr y un subcentro del área central de Waiblingen/Fellbach. Pertenece a la región de Stuttgart y a la región metropolitana europea de Stuttgart. Está hermanada con Albertville (Francia) y Santo Domingo de la Calzada (España).
Winnenden es una gran ciudad de distrito desde el 1 de enero de 1973. 

## Geografía

### Situación geográfica
Winnenden se encuentra a poco menos de 20 kilómetros al noreste de Stuttgart, en la región de Stuttgart, de unos 2,7 millones de habitantes, en el borde occidental del bosque de Suabia, a una altitud de entre 270 y 504 metros. El casco antiguo se encuentra en una colina entre los arroyos Buchenbach y Zipfelbach.

### Municipios vecinos
Las siguientes ciudades y comunidades limitan con la ciudad de Winnenden. Se nombran en el sentido de las agujas del reloj, empezando por el norte: 
Backnang, Allmersbach im Tal, Berglen, Remshalden, Korb, Schwaikheim y Leutenbach. 

### Estructura urbana
La zona urbana de Winnenden está formada por el núcleo urbano, el distrito residencial de Schelmenholz (no es un distrito independiente), que se creó en 1964 y tenía 4.441 habitantes en 2000, y los distritos de Baach, Birkmannsweiler, Breuningsweiler, Bürg, Hanweiler, Hertmannsweiler y Höfen, que no se incorporaron hasta la reforma municipal de los años setenta. Los distritos individuales siguen incluyendo zonas residenciales separadas con nombres especiales, como Lange Weiden, Pfeilhof en Baach, Buchenbachhof, Burkhardshof y Neumühle en Birkmannsweiler, Sonnenberg en Breuningsweiler, Schulerhof en Bürg, Degenhof en Hertmannsweiler y Ruitzenmühle en Höfen. En el núcleo de la ciudad se distinguen en parte zonas residenciales con nombres propios, cuyas denominaciones han surgido en el transcurso de la historia debido al desarrollo constructivo y que, sin embargo, no suelen poder delimitarse con precisión. Entre ellas se encuentra, por ejemplo, la zona residencial "Am Hungerberg". 

### Ordenación del territorio
Winnenden es un subcentro de la zona de Waiblingen/Fellbach de la región de Stuttgart, en la que la capital del estado, Stuttgart, está designada como centro principal. 

### Edificios

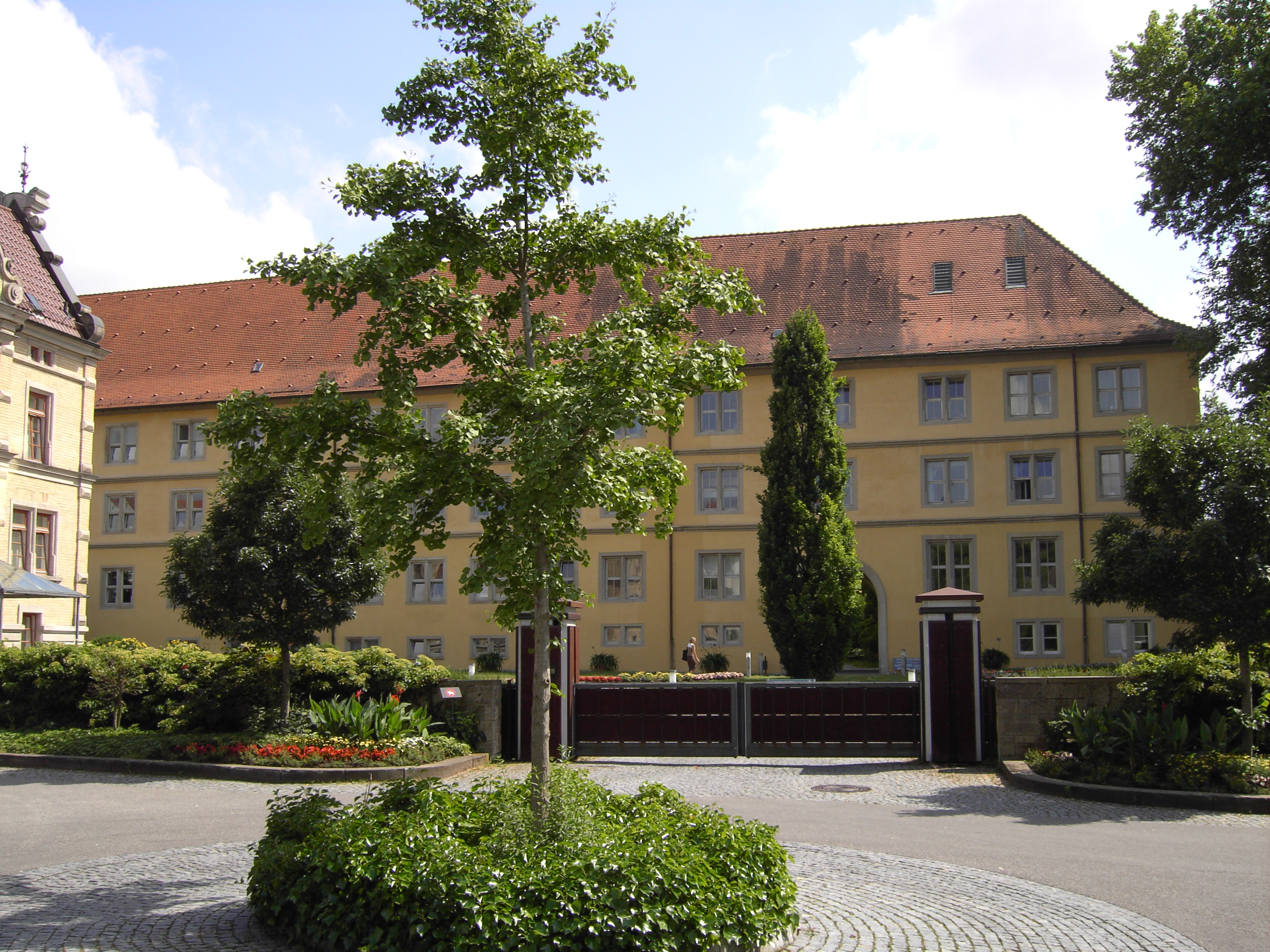
El castillo de Winnental

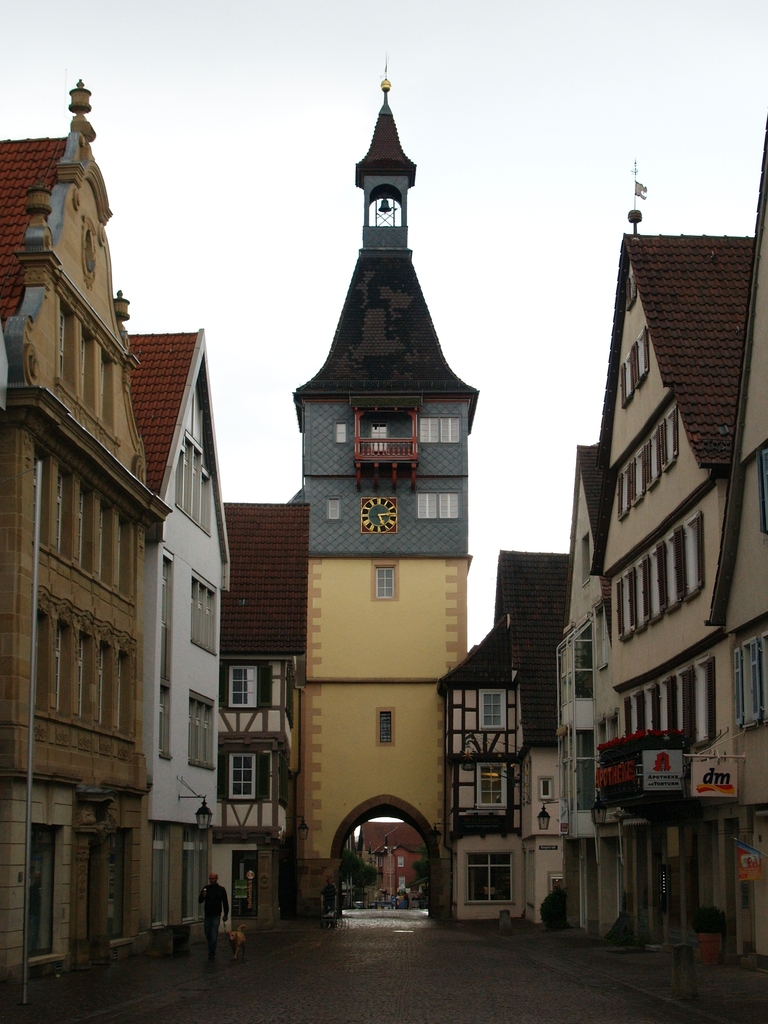
Torre de la Puerta de Schwaikheim

- Merece la pena visitar el centro histórico de la ciudad, con casas de entramado de madera y casas representativas de la época barroca, así como la torre de la Puerta de Schwaikheim, símbolo de la ciudad, y la torre de los Ladrones.
- La iglesia municipal de San Bernhard, actual iglesia parroquial, fue construida como capilla en estilo gótico temprano y reconstruida tras la Reforma. Cuando se reconstruyó en 1693, se dotó a la torre de una cúpula con linterna cubierta en forma de campana.
- El castillo de Winnental fue primero una encomienda de la orden Teutónica y después el castillo residencial de los señores de Württemberg-Winnental.
- La iglesia del castillo es una basílica de tres naves que se construyó como iglesia parroquial original en el siglo XIV, tras varias iglesias predecesoras en el mismo emplazamiento. Situada en las inmediaciones del castillo, también fue utilizado por la orden Teutónica. En el coro se encuentra el altar mayor jacobeo, construido en 1520, que representa la vida y obra del apóstol Santiago
- La "Neumühle" de Winnenden-Birkmannsweiler fue construida para el viudo y molinero Johann Jakob Schurr (también llamado Johann Jacob Schurrer),[2] pero en la clave de bóveda tiene unas iniciales que se asocian con su cuñado Johann Adam Groß el Viejo. Durante y después de la Segunda Guerra Mundial, el complejo se amplió, se reparó y albergó una molienda en cuatro plantas. La Neumühle es un edificio protegido desde 1987.
- El Winnender Markthaus se inauguró en otoño de 2006. Además de varias tiendas, también alberga la biblioteca pública de Winnender. El Markthaus pretende hacer más atractivo el centro de la ciudad (Marktstraße).
- La zona residencial Arkadien Winnenden se construyó entre 2007 y 2012. Es un proyecto de Strenger, de Ludwigsburg, y fue galardonado internacionalmente como el proyecto de construcción más sostenible del mundo (Green Dot Award). Entre los lugareños se la conoce como "Toscana".

Hay las siguientes iglesias en los distritos:
- La iglesia parroquial protestante de Birkmannsweiler es la antigua capilla de Ulrich, reconstruida en el siglo XIX. El púlpito de madera data de 1520/30.
- La iglesia protestante de Breuningsweiler se construyó en 1922/23, y el nuevo edificio de la iglesia se consagró en 1973.
- Bürg sólo cuenta con una iglesia (Auferstehungskirche) desde 1964, pero también hay constancia de una capilla de San Vito en 1355.
- Hanweiler tiene una iglesia protestante desde 1962.
- La iglesia de Hertmannsweiler se construyó en 1733 en lugar de una iglesia anterior y se renovó en 1876.